# 沙田墟
沙田墟，是已經拆卸的香港舊式市集，位於現時新界沙田市中心一帶。

## 歷史

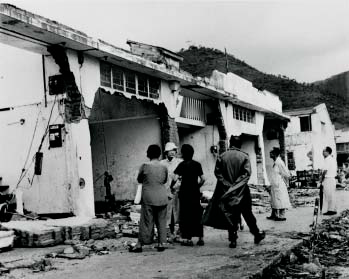
1962年颱風溫黛重創整個沙田區，居民死傷枕藉，圖為該區民房受損情況

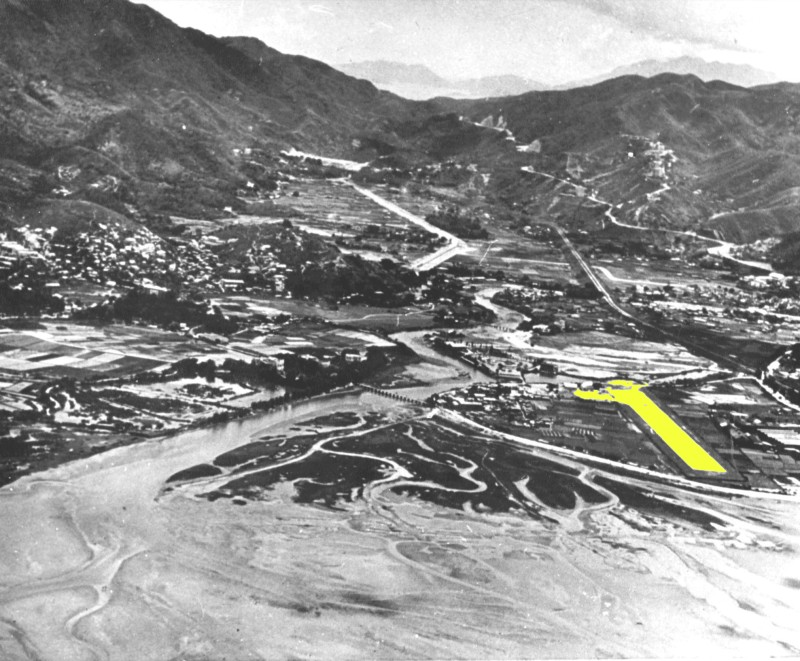
二次大戰後港英政府於沙田墟旁興建了沙田軍用機場。黃色部份為其跑道。

1920年代，商人劉希成在今沙田正街一帶買下了大片農地，可是未有發展。到了1950年，劉希成之子劉瑞有見中國大陸被解放軍佔領後，大量居民來港定居，加上農地鄰近九廣鐵路沙田站，於是便向政府申請更改土地用途來建屋。在1954年，沙田墟全面落成，建了125座三層高之樓宇，並以每座7000元出售。沙田墟對出的沙田海邊，停泊有沙田畫舫，為當時的景點。
二次大戰末期香港重光後，英國政府從戰敗的大日本帝國手上接管香港。1949年，英國政府於沙田墟附近白鶴丁村建造沙田機場供英國陸軍航空隊（Army Air Corps）的 第20獨立航空偵察隊（20 Independent Reconnaissance Flight）進駐使用。
1962年，颱風溫黛襲港，因為吐露港海水倒灌，沙田成為重災區，沙田墟的樓宇損毀嚴重，除了少數幸運的居民住在山邊或逃到火炭山邊躲避外，絕大部份居民，尤以近岸及艇戶，都被吐露港風暴潮捲走死亡或失蹤，海上的艇艦沖入沙田。當時沙田火車站被兩英呎積水淹浸，旁邊的白鶴丁村的沙田機場與「聯泰紗廠」低窪地區，由於白鶴汀壆被沖出數個缺口，海水源源淹至，損失慘重。
1976年6月16日，清拆沙田舊墟28間店舖以擴建大埔公路（即今大埔公路－沙田段）。
1978年8月25日凌晨零時零七分，沙田舊墟發生大火，317名災民失去家園。
1980年3月4日，沙田舊墟其餘店舖清拆。
1970年代末期，政府計劃在沙田發展新市鎮，把有關地段規劃為沙田市中心，遂收回沙田墟土地，並於1979年清拆，原址最後建成了新城市廣場。值得一提的是九龍巴士公司在1970年代至1980年代初，路線起訖標示沙田市中心巴士總站的名稱是使用沙田墟，直至1984年才改以沙田街市取代。

## 著名商號
以下沙田墟商號在瀝源邨落成後遷往該邨：
- 盛記麵家
- 藝林紙號（遷到瀝源邨後更名為藝林文具）
- 合成傢俬